# Sumal Sinha
Sumal Sinha fue un diplomático indio.
- En agosto de 1947 entró al Indian Civil Service (British India).
- En agosto de 1950 reempalzó en:Hugh Edward Richardson como Encargado de negocios de la India en Lhasa.
- En 1950 el gobierno de la India prometió Asilo político a Tenzin Gyatso, en caso de una ocupación chino de Tíbet.[1]
- En 07 de noviembre de 1950 fue autor de una apelación sobre la Invasión del Tíbet por el Ejército Popular de Liberación de China (1950–1951), que el 14 de noviembre de 1950 Héctor David Castro de El Salvador pidió a Trygve Lie, Secretario General a poner a la agenda de la Organización de las Naciones Unidas[2]
- De 16 de julio de 1951 a 15 de agosto de 1951 fue agente político en Lhasa. Describió Zhang Jingwu como un liliputiense extraordinaria que dejó amargos recuerdos detrás en su camino del en:Yadong County a Lhasa. Sinha escribió: En en:Yadong County, en particular, por razones que apenas apoyaron su conducta, que azotó el Kashag con su furia, hizo esas venerables señores obedecen sus mandamientos, y le dan un asiento de igual eminencia con Tenzin Gyatso en una reunión entre ellos. En otra parte de la carretera, instó a la gente del pueblo y los jefes del pueblo no suministrar transporte a los funcionarios a tasas más bajas, sino para exigir las tasas vigentes en el mercado, aunque él mismo sin el menor reparo disfrutó estos mismos privilegios, y mucho más, sin costo alguno para sí mismo. En Lhasa general vivió extravagante y era un amo exigente.[3]
- En 1954 fue secretario de embajada de primera clase en La Haya.
- En 1959 fue secretario de enlace con China en el Ministerio de Asuntos Exteriores (India).
- De 1962 a 1963 fue Research fellow de la en:Weatherhead Center for International Affairs.
- En 1965 fue director en el Ministerio de Asuntos Exteriores (India).
- De 1966 a 1967 fue embajador en Mogadiscio (Somalia).
- De 1968 a 1970 fue embajador en Budapest (Hungría).
- En 1973 fue director del departamento Europa del Ministerio de Asuntos Exteriores (India).
- Del 19 de febrero de 1974 a 1977 fue Alto Comisionado en Canberra (Australia).
- De 1977 a 08 de diciembre de 1978 fue embajador en Beirut con acredición como embajador en Amán, con comisión como Alto Comisionado en Nicosia (Chipre).[4]